# Mrežno učenje
Mrežno učenje je proces razvijanja i održavanja veza s ljudima i informacijama, te komuniciranja na takav način da podupiru međusobno učenje. Centralni pojam u ovoj definiciji su veze. Ono usvaja relacijski stav u kojem se učenje odvija i u odnosu prema drugima i u odnosu prema izvorima učenja. U dizajnu i praksi, mrežno učenje ima za cilj olakšati razvoj skupova veza između učenika, njihovih interpersonalnih zajednica, konteksta znanja i digitalnih tehnologija.
Mrežno učenje može pružiti obrazovnim institucijama veću funkcionalnu učinkovitost, budući da se nastavni plan može centralizirano upravljati, ili u slučaju stručnog usavršavanja, smanjiti troškove poslodavcima i poreznim obveznicima. Međutim, također se argumentira da se mrežno učenje često promatra unutar pretpostavke institucionaliziranog ili obrazovanog učenja, zanemarujući svijest o prednostima koje mrežno učenje ima za neformalno ili situirano učenje.

## Povijest
Teorije mreže i mrežnog učenja mogu se pratiti sve do 19. stoljeća, kada su komentatori razmatrali društvene implikacije mrežne infrastrukture poput željeznica i telegrafa. U novije vrijeme, mrežno učenje ima svoje korijene u 1970-ima, s knjigom Ivana Illicha Deschooling Society i kasnijim komentarima s početka 2000-ih, uglavnom nadahnutim internetom i društvenim medijima.

### 1970-e
Ivan Illich je 1971. godine predložio koncept "mreža učenja" kao model koji omogućuje ljudima da uspostave povezanost s različitim oblicima učenja koji su im potrebni.
Koristit ću izraz "mreža prilika" umjesto "mreže" kako bih označio specifične načine pružanja pristupa četiri skupa resursa. Nažalost, izraz "mreža" se često koristi da bi označio kanale rezervirane za materijale koje su drugi odabrali za indoktrinaciju, poučavanje i zabavu. No, taj izraz također može biti korišten za telefon ili poštansku uslugu, koje su prvenstveno dostupne pojedincima koji žele slati poruke jedni drugima. Želio bih da imamo drugi izraz koji bi označavao takve retikularne strukture za međusobni pristup, izraz koji manje sugerira zarobljenost, manje je degradiran trenutnom uporabom i više sugerira da takav aranžman uključuje pravne, organizacijske i tehničke aspekte. Budući da nisam pronašao takav izraz, pokušat ću ispraviti onaj koji je dostupan, koristeći ga kao sinonim za "obrazovnu mrežu". Ivan Illich, 1971.
Godine 1977., Christopher Alexander, Sara Ishikawa, Murray Silverstein, Max Jacobson, Ingrid Fiksdahl-King i Shlomo Angel napisali su i objavili knjigu "A Pattern Language: Towns, Buildings, Construction". U ovoj seminalnoj knjizi, koju uglavnom koriste arhitekti, navodi se "Mreža učenja" kao 18. obrazac te se citira Illicheva prethodna knjiga kao "najdublja analiza i prijedlog za alternativni okvir obrazovanja". Alexander i suradnici savjetuju graditelje i urbaniste zainteresirane za uspostavljanje mreža učenja:
"...radite na decentralizaciji procesa učenja i obogatite ga putem kontakta s različitim mjestima i ljudima diljem grada: radionice, učitelji kod kuće ili šetnja gradom, stručnjaci voljni uzeti mlade kao pomoćnike, starija djeca koja poučavaju mlađu djecu, muzeji, putujuće mladeži, znanstveni seminari, industrijske radionice, starije osobe i tako dalje. Zamislite sve ove situacije kao osnovu procesa učenja; istražite sve te situacije, opišite ih i objavite kao "kurikulum" grada; zatim dopustite studentima, djeci, njihovim obiteljima i susjedstvima da sami povežu situacije koje čine njihovu "školu", plaćajući putem standardnih vaučera koje je zajednica osigurala porezom. Izgradite nove obrazovne objekte na način koji proširuje i obogaćuje tu mrežu."
U 1970-ima, Institut za budućnost u Menlo Parku u Kaliforniji eksperimentirao je s umreženim praksama učenja temeljenim na internetu i računalnim konferencijama.    Uskoro nakon što su njihovi izvještaji objavljeni, dvoje pionira u korištenju internetskih tehnologija u obrazovanju, Hiltz i Turoff, usko su povezali obrazovanje s tim pionirskim radom.

### 1980-e
U 1970-ima, Institut za budućnost (The Institute For The Future) u Menlo Parku u Kaliforniji eksperimentirao je s praksama mrežnog učenja temeljenim na internetu i računalnim konferencijama. Findleyjev projekt proveo je analizu trendova i razvio prototipove okruženja za suradničko učenje, što je postalo temelj za njihova daljnja istraživanja i razvoj onoga što su nazvali Collaborative Networked Learning (CNL), i Collaborative Learning-Work (CLW).

### 1990-e
Od razvoja interneta kao značajnog medija za pristup informacijama i komunikaciju, praksa mrežnog učenja je uglavnom usmjerena na njegovu upotrebu. U prvom razdoblju interneta, korištenje za mrežno učenje bilo je ograničeno niskom propusnošću i naglasak je bio uglavnom na pisanim i tekstualnim interakcijama između ljudi i tekstualnih izvora na koje su se pozivali. Ova tekstualna forma interakcije bila je poznata akademska sredina, iako se priznavala jedinstvena kvaliteta hiperteksta koji se pojavljuje u online obliku.
Godine 1991., Jean Lave i Etienne Wenger objavili su knjigu "Situated Learning: Legitimate Peripheral Participation", u kojoj su naveli brojne primjere mrežnog učenja u različitim kontekstima za neformalno učenje i unutar zajednica prakse.
U drugoj polovici 1990-ih, otvoreni, interaktivni, situirani i mrežni pristupi učenju su bili marginalizirani od strane obrazovnih institucija jer su se uglavnom razvijali ili primjenjivali sadržaj i praksa putem vlastitih sustava upravljanja učenjem (npr. Blackboard Inc, WebCT) i alata za suradnički rad poput IBM Lotus Notes/Learning Space i Quick Place), uglavnom slijedeći koncepte "e-učenja". Ti sustavi omogućili su ograničavanje pristupa i upravljanje studentima u administrativnim interesima obrazovnih institucija.
Od 1998. godine se održava međunarodna konferencija o mrežnom učenju, a održava se svake dvije godine. Zbornici konferencije od 2002. godine dostupni su putem web stranice konferencije.
CSALT, istraživačka grupa na Sveučilištu Lancaster u Velikoj Britaniji, povezana je sa serijom konferencija o mrežnom učenju i nekoliko uređenih zbornika. Oni su definirali mrežno učenje kao "učenje u kojem se informacijsko-komunikacijska tehnologija koristi za promicanje veza: između jednog učenika i drugih učenika, između učenika i mentora, između zajednice učenja i njezinih obrazovnih resursa". Međutim, čini se da ova definicija zanemaruje povijesnu upotrebu izraza, gdje računalstvo nije bilo od središnje važnosti.

### 2000-e
Godine 2000. John Seely Brown i Paul Duguid objavili su knjigu "The Social Life of Information" u kojoj su uveli koncept mreža prakse (Networks of Practice - NoP's). Mreže prakse su neformalne i spontano nastale društvene mreže koje podupiru dijeljenje informacija među pojedincima koji su povezani oko određene prakse. Nadograđujući rad Jean Lave i Étienne Wengera na zajednicama prakse (Community of Practice - CoP's), Seely Brown i Duguid tvrdili su da se mreže razlikuju od zajednica po tome što su odnosi među članovima manje formalni i fluidni u usporedbi s zajednicama. Dok su CoP-ovi često lokalizirani s jakim međuljudskim odnosima koji pružaju grupnu koheziju, NoP-ovi su globalniji s odnosima koji su i snažni i slabi.
Salmon (2001.) napisao je: "učenje se gradi oko zajednica učenja i interakcije, proširujući pristup izvan granica vremena i prostora, ali nudeći obećanje učinkovitosti i proširenja pristupa. Zamislite pojedince kao čvorove na mreži!"
Od otprilike 2004. godine, ideja mrežnog učenja doživjela je popularni povratak koji je sukladan pojavljivanju društvenih medija i koncepata otvorenog koda, kao što je obrađeno u knjizi "The Wealth of Networks" Yochaija Benklera iz 2006. godine.
Godine 2005., George Siemens je objavio rad u časopisu International Journal for Instructional Technology and Distance Learning pod nazivom "Connectivism: A Learning Theory for the Digital Age", u kojem je argumentirao potrebu za novom teorijom učenja koja bi uhvatila suštinu i predstavljala proces stvaranja i učenja mrežnog znanja. Godine 2011. International Review of Research in Open and Distance Learning objavio je prvu recenziranu zbirku znanstvenih članaka o konektivizmu. Ovo posebno izdanje uredio je George Siemens (Sveučilište Athabasca i Grainne Conole (Otvoreno sveučilište, UK).
Godine 2007. Starke-Meyerring, Duin i Palvetzian prvi su opisali globalno umrežena okruženja za učenje (Globally Networked Learning Environments - GNLE), umrežena okruženja za učenje koja su posebno osmišljena kako bi povezala studente iz različitih dijelova svijeta. GNLE-ovi su dizajnirani da olakšaju dijalog i suradnju između i unutar grupa učenika, da razviju bolje razumijevanje i kompetencije za globalni rad i građanstvo. GNLE-ovi imaju mnogo različitih oblika i oblika.

## Modeli

### Konektivistički MOOC
Masivni otvoreni online tečaj (MOOC) koristi metode mrežnog učenja unutar tipične strukture tečaja. Prvi tečaj koji je dobio naziv MOOC bio je "Connectivism and Connective Knowledge 2008", koji su organizirali Stephen Downes i George Siemens. Točnije, MOOC-ovi su online događaji koji pozivaju na otvoreno sudjelovanje putem interneta prema rasporedu ili dnevnom redu. Oni su vođeni osobama s reputacijom ili stručnošću u određenim temama te se oslanjaju na uspješne formacije mrežnog učenja kako bi pomogli ljudima u proučavanju tih tema.

### Otvoreno i umreženo istraživanje
Neki istraživači su koristili metode mrežnog učenja kako bi surađivali i pružali podršku jedni drugima u istraživačkim aktivnostima. Wikiversity stranica za doktorat znanosti podržava malu grupu zainteresiranu za neformalno stjecanje naslova doktora znanosti. Oni nazivaju svoju praksu "OpenPhD" ili "Otvoreni i umreženi doktorat", naglašavajući upotrebu otvorenih i umreženih pristupa u svojim doktorskim studijima.

## Studije

### Arhitektura produktivnih mreža za učenje
Akademici u istraživačkom centru CoCo na Sveučilištu Sydney provode temeljitu analizu primjera mrežnog učenja u suradnji s razvojnim timovima i organizatorima učeničkih mreža diljem svijeta. Njihov rad usredotočen je na arhitekturu učeničkih mreža s ciljem identificiranja organizacije zadataka, alata i ljudi koji doprinose uspješnim učeničkim mrežama. Neki zaključci iz ovog rada objavljeni su u knjizi "The architecture of productive learning networks", koja također uključuje poglavlje o povijesti mrežnog učenja.

### Situirano učenje
Postoje mišljenja da korištenje formalnog obrazovanja kao okvira za istraživanje mrežnog učenja propušta većinu, ako ne i sve, prednosti koje mrežno učenje pruža. Umjesto toga, Fox predlaže situirano učenje i teoriju mreže aktera kao bolji pristup istraživanju mrežnog učenja.

## Knjige
- Blackall, L. (ur.) (2006). Budućnost učenja u umreženom svijetu .
- Carvalho, L. & Goodyear, P. (Ur.) (2014.) Arhitektura produktivnih mreža za učenje. New York: Routledge.
- Dirckinck-Holmfeld, L., Hodgson, V. i McConnell, D. (2011.) Istraživanje teorije, pedagogije i prakse umreženog učenja. New York, NY: Springer.
- Dirckinck-Holmfeld, L., Jones, C., i Lindström, B. (2009.) Analiza umreženih praksi učenja u visokom obrazovanju i stalnom profesionalnom razvoju. Rotterdam: Sense Publishers, BV  Arhivirana inačica izvorne stranice od 25. rujna 2012. (Wayback Machine) . Pregled dostupan   Arhivirana inačica izvorne stranice od 6. listopada 2012. (Wayback Machine)
- Downes, S. (2007). Nove tehnologije za učenje  Arhivirana inačica izvorne stranice od 7. siječnja 2011. (Wayback Machine) .
- Goodyear, P. Banks, S. Hodgson, V. i McConnell, D. ur. (2004.) Napredak u istraživanju mrežnog učenja . London: Kluwer Academic Publishers.
- Hodgson, V., Laat, M. de, McConnell, D., i Ryberg, T. (2014.). Dizajn, iskustvo i praksa umreženog učenja. New York: Springer.
- Jones, C. (2015.), Umreženo učenje: Obrazovna paradigma za doba digitalnih mreža . London: Springer.
- Koper, R. (ur.) (2009), Mrežne usluge učenja za profesionalni razvoj . Berlin, Heidelberg: Springer.
- Steeples, C. i Jones, C. ur. (2002.) Umreženo učenje: perspektive i problemi . London: Springer.

## Vanjske poveznice
- Serija konferencija o mrežnom učenju
- National College for School Leadership - Program umreženih zajednica učenja (NLC).
- Projekt Umreženo učenje u visokom obrazovanju Centra za studije naprednih tehnologija učenja
- Centar za proučavanje umreženog učenja i izgradnje znanja